# Квинт Юний Арулен Рустик
Квинт Ю́ний Аруле́н Ру́стик (лат. Quintus Iunius Arulenus Rusticus; казнён в 93 году, Рим, Римская империя) — римский политический деятель из знатного плебейского рода Юниев, консул-суффект 92 года.

## Биография
О происхождении Рустика нет никаких сведений. Он проходил обучение у Луция Аннея Сенеки; кроме того, Квинт был другом и последователем Публия Клодия Тразеи Пета и, как и последний, являлся поклонником стоической философии.
В 66 году Рустик находился на посту народного трибуна: в этом году Тразея Пет был приговорён к смерти римским сенатом, и Рустик мог бы наложить вето на постановление сената, но тот уговорил его этого не делать, чтобы не навлечь на себя угрозы расправы из-за поддержки Пета.
В 69 году, во время гражданской войны, разразившейся после смерти Нерона, Рустик исполнял обязанности претора. Его ранили солдаты Квинта Петиллия Цериала, когда он был направлен в армию в качестве одного из послов сената.
Рустик достиг консульства очень поздно: в 92 году, в правление императора Домициана, он занимал должность консула-суффекта. Однако, уже в следующем году он был приговорён к смерти из-за того, что написал панегирик Тразее Пету. Его произведение было сожжено. Светоний приписывает ему панегирик в честь Гельвидия Приска, но последняя работа была написана Гереннием Сенеционом.
Известно, что у Рустика был брат, Юний Маврик.